# Sovraincisione
La sovraincisione (o overdubbing) è una tecnica dell'ingegneria del suono che consiste nell'inserire una determinata serie di suoni all'interno di una sessione precedentemente registrata.
Tale tecnica nacque attorno agli anni cinquanta e viene utilizzata da musicisti negli studi di registrazione.
La sovraincisione presenta aspetti sia positivi che negativi. In primo luogo, infatti, permette di ovviare all'assenza di un membro del gruppo o dell'orchestra, registrandone la parte per inserirla in un secondo tempo nella canzone. Inoltre, grazie ad essa, un brano con una strumentazione orchestrale può essere registrato da un singolo esecutore, che può suonare e registrare da solo i vari strumenti, aggiungendoli uno dopo l'altro, facendo così a meno di un'orchestra o band. Dall'altro lato, l'utilizzo di questa tecnica è spesso visto negativamente, perché accusato di creare suoni artificiali, che vanno così a modificare e quasi sempre a nascondere le reali capacità di un gruppo o di un musicista.